# 罗里·斯帕罗
罗里·达内尔·斯帕罗（英語：Rory Darnell Sparrow，1958年6月12日—），美国NBA联盟前职业篮球运动员。